# 청주 계산리 오층석탑
청주 계산리 오층석탑(淸州 桂山里 五層石塔)은 충청북도 청주시 상당구 가덕면에 있는 고려시대의 오층석탑이다.
1969년 7월 18일 대한민국의 보물 제511호 '청원 계산리 오층석탑'으로 지정되었다가, 청원군이 청주시로 통합됨에 따라 2015년 9월 25일 문화재 지정명칭이 '청주 계산리 오층석탑'으로 변경되었다.

## 개요
계산리의 말미장터 남쪽 언덕의 밭 가운데에 서 있는 탑으로, 1단의 기단 위에 5층의 탑신을 올린 모습이다.
기단(基壇)은 가운데돌이 서로 엇갈려 짜였으며 아무런 조각이 없다. 탑신(塔身)은 1층과 3층의 몸돌은 4장의 돌로 구성하였으며, 2층과 4·5층의 몸돌은 하나의 돌로 구성하였다. 지붕돌은 1·2층이 2장의 돌로 이루어져 있고, 3층 이상은 한 돌이다. 지붕돌 아래받침은 1·2층이 5단, 3·4층이 4단, 5층은 3단으로 줄어들었다. 지붕돌의 윗면(낙수면)은 경사가 심하며, 지붕돌 아래의 받침은 처마끝까지 나와 있어 둔중한 느낌이 들지만 전체적으로는 균형이 잡히고 안정감이 있다.
이 탑은 고려 중기에 세워진 것으로 보이며, 위아래 지붕돌의 체감률이 정연하여 전체적인 안정감이 느껴지는 우수한 작품이다.

## 참고 자료
- 청주 계산리 오층석탑 - 국가유산청 국가유산포털